# Tylopathes atlantica
Tylopathes atlantica är en korallart som beskrevs av Louis Roule 1905. Tylopathes atlantica ingår i släktet Tylopathes och familjen Antipathidae. Inga underarter finns listade i Catalogue of Life.